# Yliopistonkatu (Turku)
Pour les articles homonymes, voir Yliopistonkatu.
La rue de l'université  (en finnois : Yliopistonkatu) est une rue du centre de Turku en Finlande.

## Présentation
La rue de 1,5 kilomètre de longueur est parallèle à l'Aura.
Elle part de la rue Kutomonkatu et se termine dans la rue Koulukatu.
La rue est piétonne sur 400 mètres.

## Histoire
Yliopistonkatu est tracée par Carl Ludvig Engel lors de la reconstruction suivant le grand incendie de Turku.
La rue s'appelait rue de l'église de Russie (en finnois : Venäjän Kirkkokatu) en raison de la présence sur son bord de l'église de la sainte martyre impératrice Alexandra.

## Bâtiments de la rue

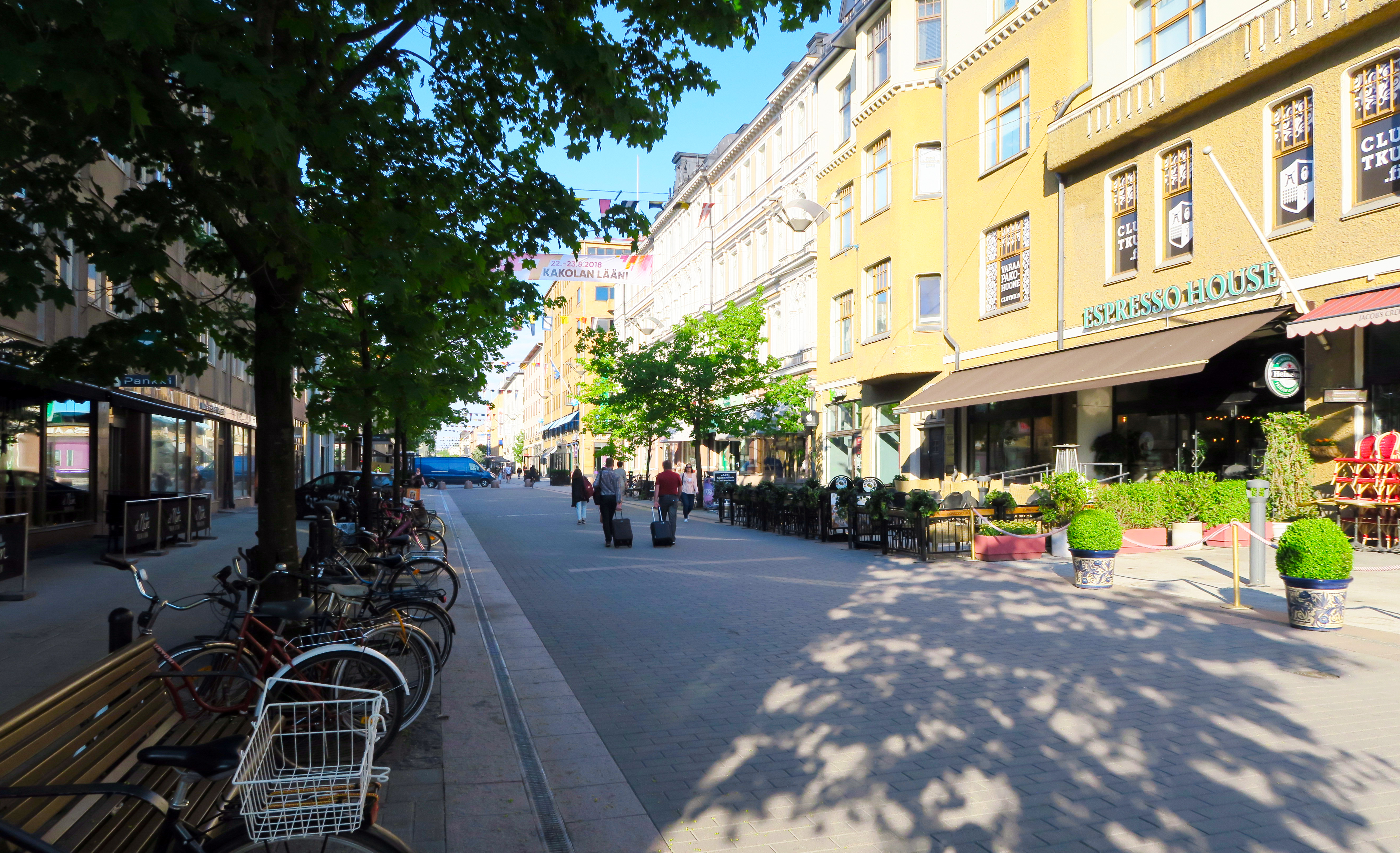
Yliopistonkatu un matin d'été 2018.

Yliopistonkatu est bordée, entre autres, par les bâtiments suivants:
- Église de la sainte martyre impératrice Alexandra
- Immeuble de Prima
- Îlot urbain Hansa
- Pohjolan talo
- Stockmann
- Hospits Betel
- Église Betel
- Immeuble Atrium
- Kivikukkaro (fi).

## Galerie

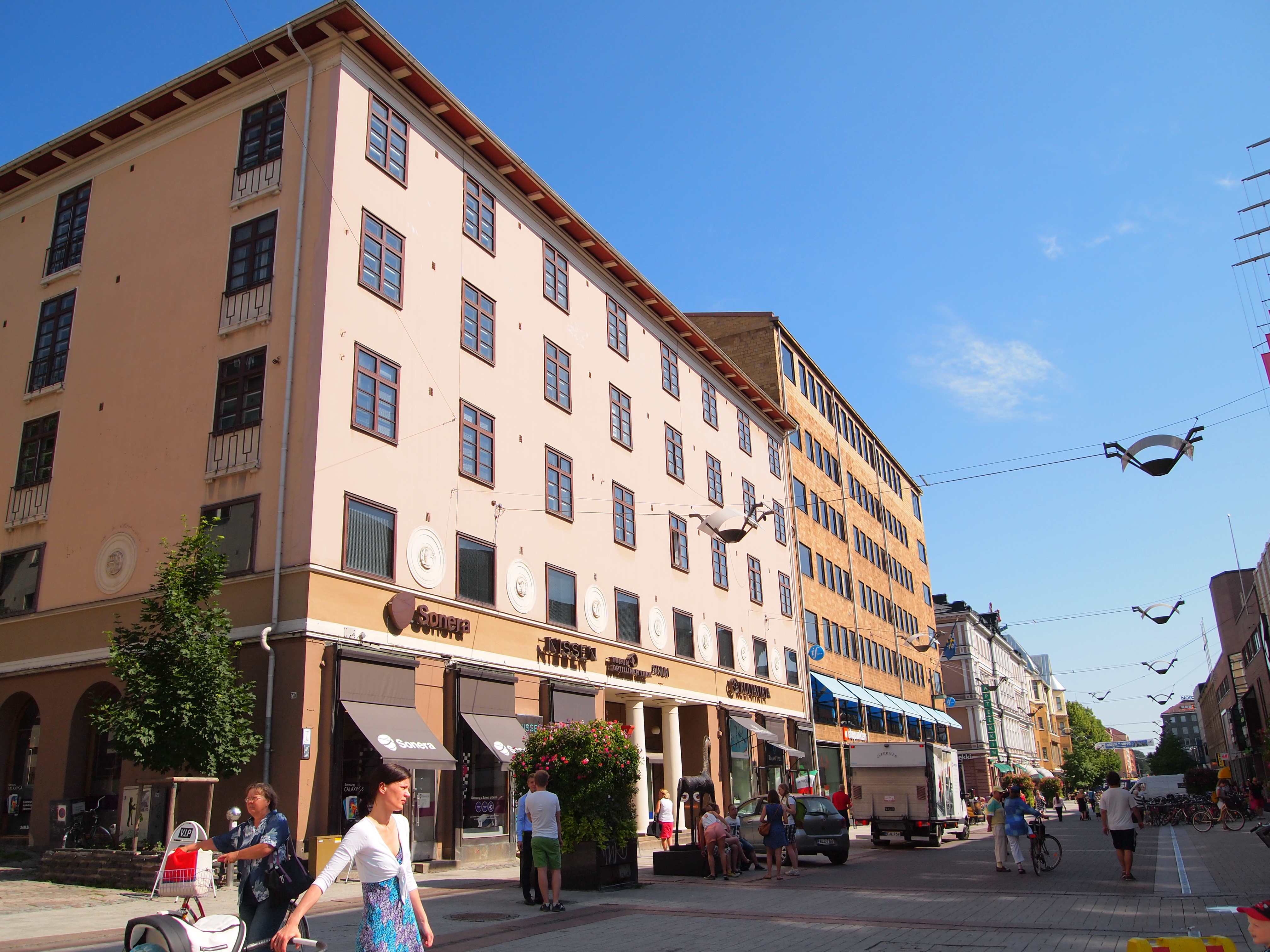
Yliopistonkatu 27.
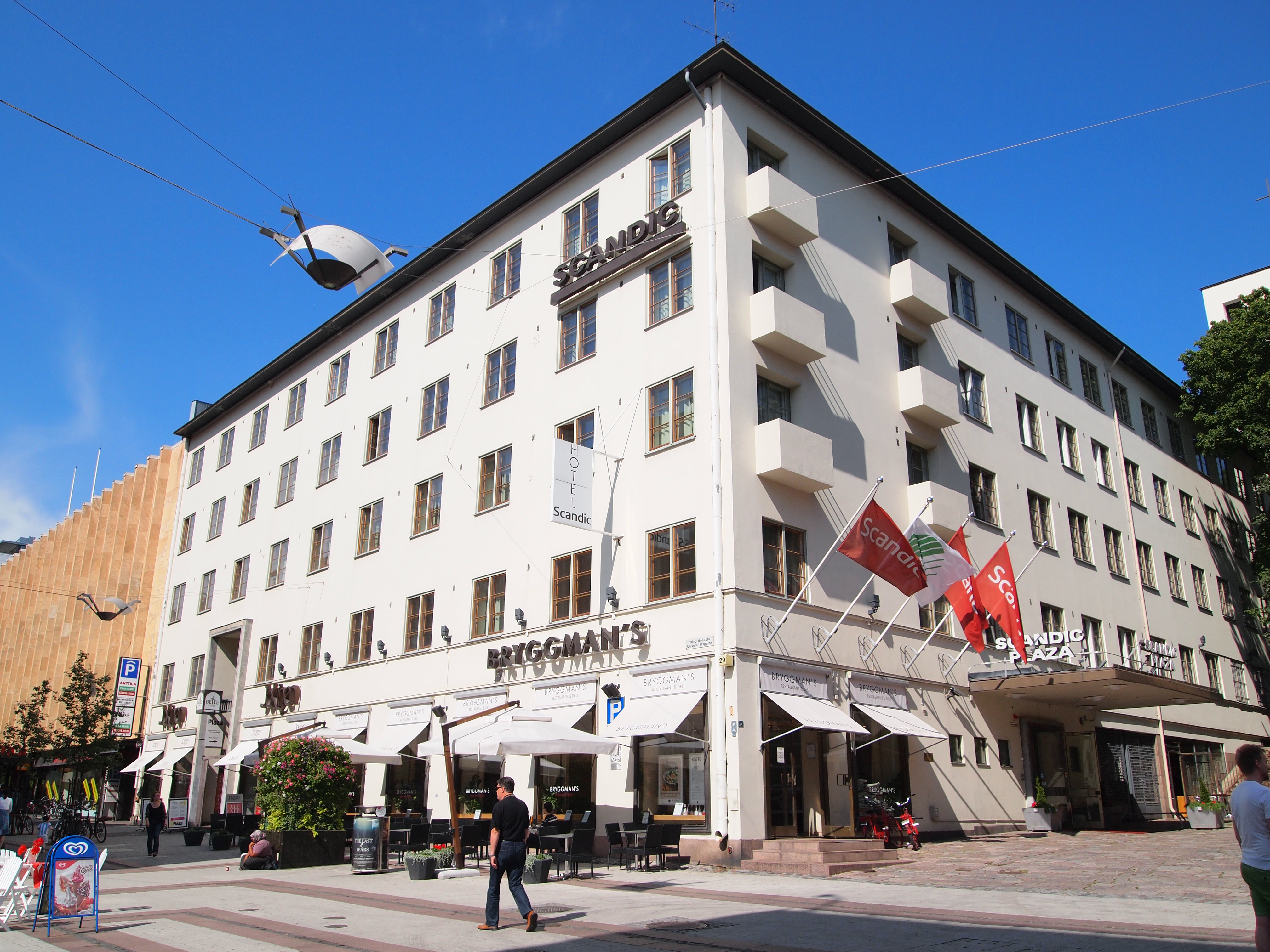
Yliopistonkatu 29.
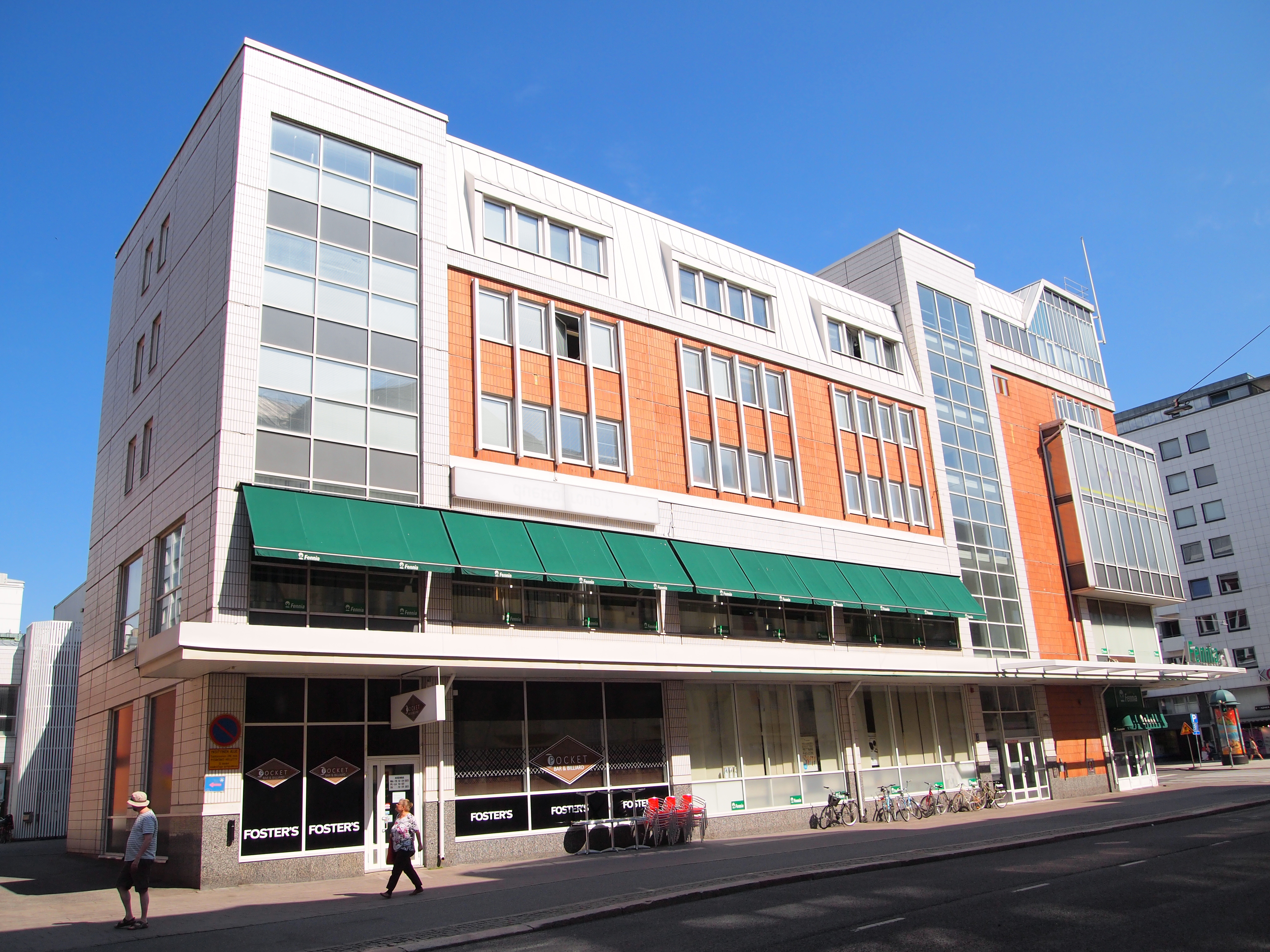
Yliopistonkatu 31.
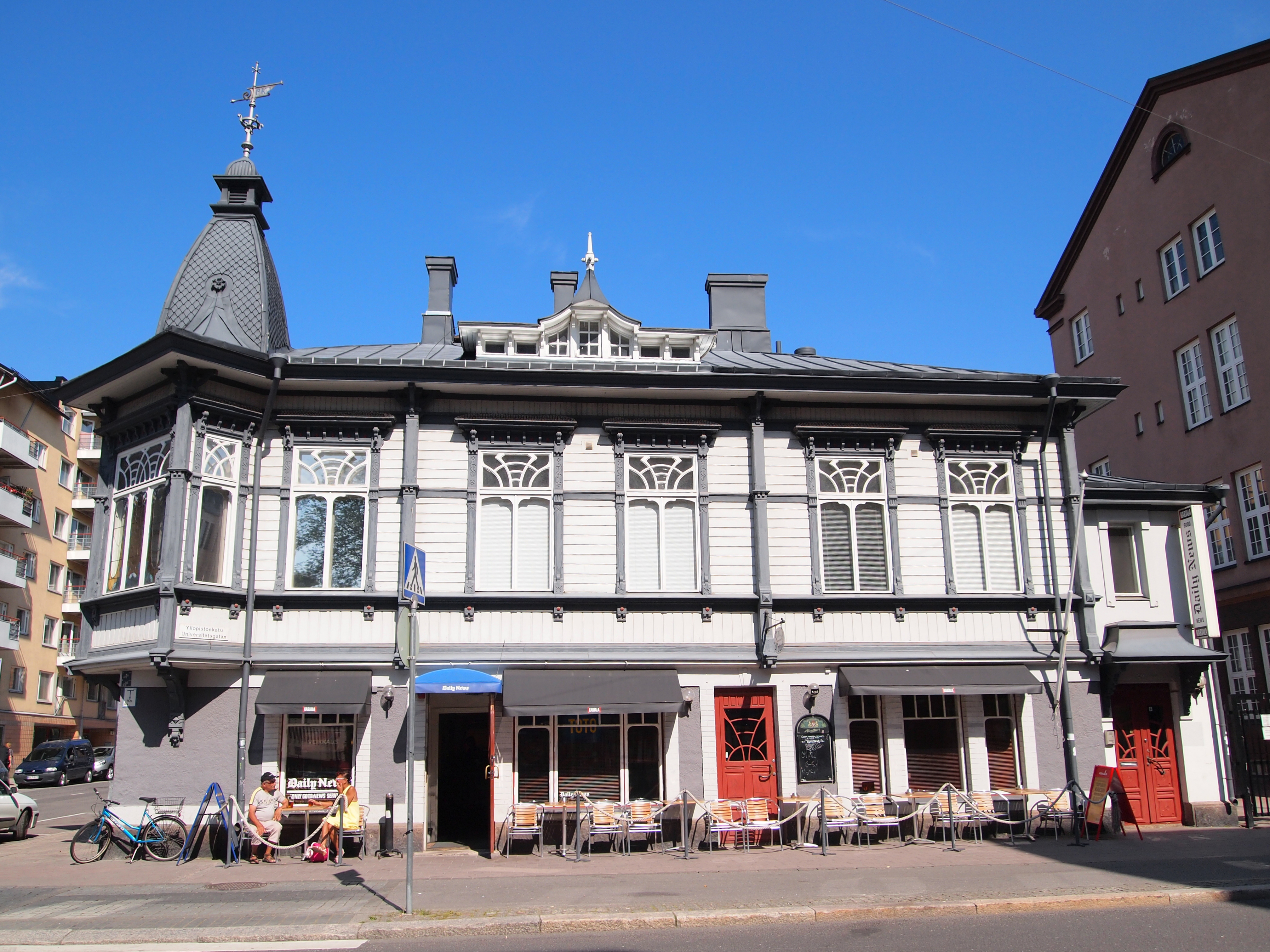
Yliopistonkatu 33.